# Hryhorij Misiutin
Hryhorij Anatoljewycz Misiutin (ukr. Григорій Анатолійович Місютін; ros. Григорий Анатольевич Мисютин, Grigorij Anatoljewicz Misiutin; ur. 19 grudnia 1970 w Aleksandrii) – ukraiński gimnastyk. Wielokrotny medalista olimpijski.
Brał udział w dwóch igrzyskach (IO 92, IO 96), na obu zdobywał medale. W 1992 startował w barwach Wspólnoty Niepodległych Państw, później reprezentował Ukrainę. W 1992 sięgnął po srebro w czterech konkurencjach indywidualnych i triumfował w drużynie. Cztery lata później był trzeci w tej konkurencji (Ukraina). Był mistrzem świata w wieloboju, drużynie i kółkach (1991) w barwach ZSRR, na najwyższym podium stawał również w barwach WNP (1992: drążek) i Ukrainy (1995: skok). Był medalistą mistrzostw Europy w 1996.